# DFA Records
DFA Records ist ein 2001 gegründetes Plattenlabel aus New York, das sich auf tanzbaren Electropunk und Electroclash spezialisiert. Das Label wurde von Tim Goldsworthy,  James Murphy und Jonathan Galkin ins Leben gerufen. Bei DFA stehen Künstler wie Hot Chip, LCD Soundsystem und The Rapture unter Vertrag. DFA arbeitet mit dem Major Label EMI zusammen.

## Labelgeschichte
DFA Records startete 2001 mit der Veröffentlichung der Singles House of Jealous Lovers von The Rapture und By The Time I Get To Venus von The Juan MacLean. Einen größeren kommerziellen Erfolg konnte das Label mit dem Album LCD Soundsystem des Labelmitbegründers Murphy feiern, das es auf Platz 20 der britischen Albumcharts schaffte.
Einen großen musikalischen Einfluss kann DFA zudem durch die Remixe erzielen, die von Murphy und Goldsworthy produziert und bei DFA verlegt werden. Remixe wurden für zahlreiche bekannte Künstler wie Le Tigre, Goldfrapp, Nine Inch Nails, Gorillaz oder The Chemical Brothers angefertigt. Aufgrund der Remixe und den einflussreichen verlegten Bands wie Animal Collective oder Black Dice gilt DFA mittlerweile als Zentrum der Dance-Punk Bewegung.

## Labelcompilations
- DFA Compilation, Vol. 1 (DFA, 2003)
- DFA Compilation, Vol. 2 (DFA, 2004)
- DFA Holiday Mix 2005 (DFA, 2005)
- The DFA Remixes – Chapter One (DFA, 2006)
- The DFA Remixes – Chapter Two (DFA, 2006)